# Lejkówka oszroniona

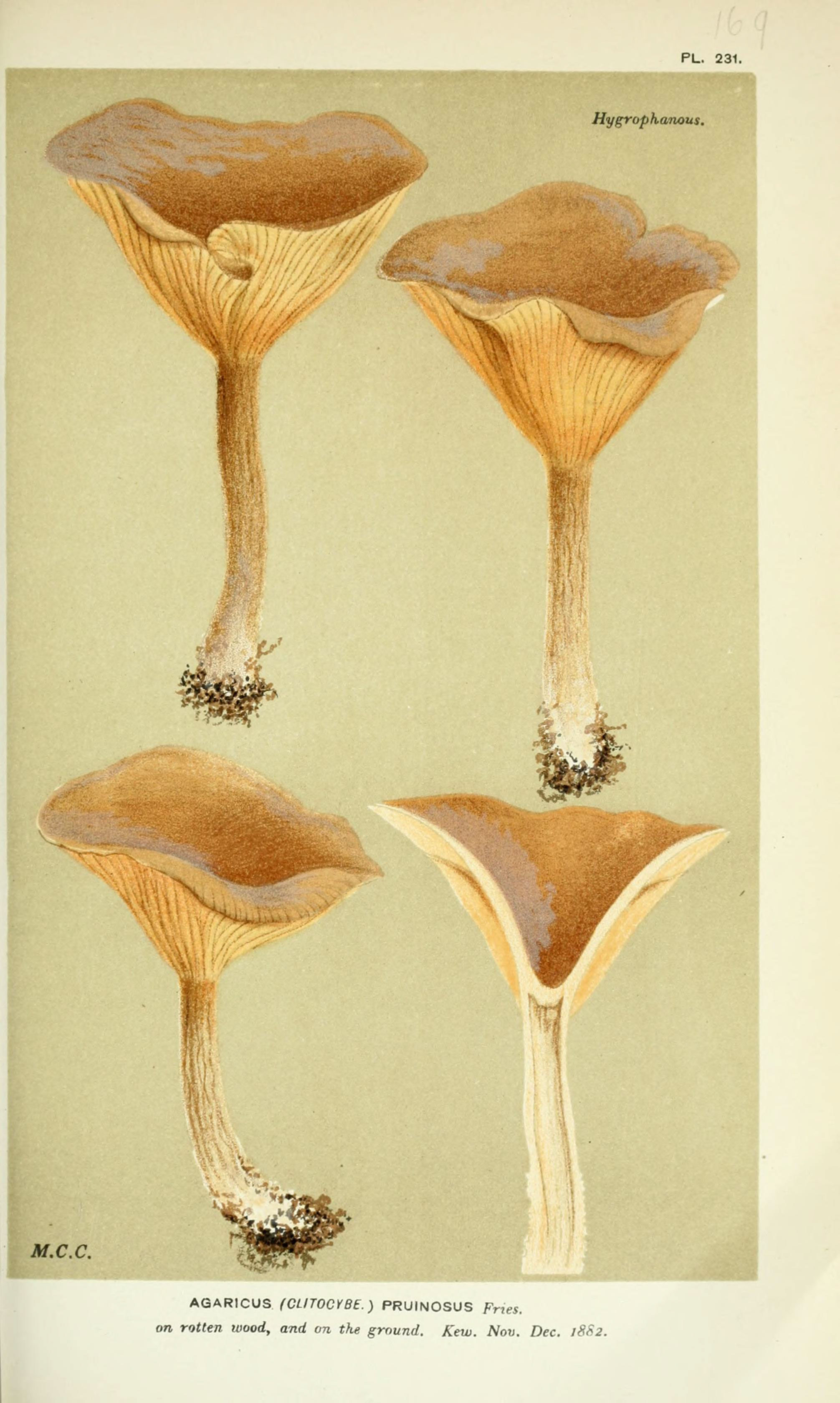

Lejkówka oszroniona (Rhizocybe pruinosa (P. Kumm.) Vizzini, P. Alvarado & G. Moreno) – gatunek grzybów z rzędu pieczarkowców (Agaricales).

## Systematyka i nazewnictwo
Pozycja w klasyfikacji według Index Fungorum: Rhizocybe, Incertae sedis, Agaricales, Agaricomycetidae, Agaricomycetes, Agaricomycotina, Basidiomycota, Fungi.
Gatunek ten po raz pierwszy opisał w 1871r. Paul Kummer nadając mu nazwę Clitocybe pruinosa. Obecną, uznaną przez Index Fungorum nazwę, nadali mu Alfredo Vizzini, P. Alvarado i G. Moreno w 2015 r.
Synonimy:

- Agaricus pruinosus Lasch 1838
- Clitocybe cyathiformis var. pruinosa (P. Kumm.) Costantin & L.M. Dufour 1891
- Clitocybe pruinosa P. Kumm. 1871
- Omphalia cyathiformis var. pruinosa (P. Kumm.) Quél. 1872
- Omphalia pruinosa (P. Kumm.) Quél. 1888
- Pseudolyophyllum pruinosum (P. Kumm.) Raithelh. 1990[2].

Franciszek Błoński w 1889 r. nadał mu polską nazwę bedłka szroniasta, F. Kwieciński w 1896 r. lejkorodek przyprószony, a Władysław Wojewoda w 2003 r. lejkówka oszroniona. Wszystkie te nazwy są niespójne z aktualną nazwą naukową.

## Morfologia
Kapelusz
Średnica 2–5 cm, początkowo wypukły z długo podwiniętym i nieprążkowanym brzegiem, słabo higrofaniczny. Powierzchnia żółto-brązowo-szara, szaro-brązowa, żółto-szara, słabo błyszcząca, często koncentrycznie spękana, strefowana, często pokryta osłoną o barwie od szarej do srebrnoszarej.
Blaszki
Przyrośnięte i zbiegające na trzon, łukowate, wąskie, dość gęste, białawe, żółtawe lub kremoweg do beżowych. Ostrza równe.
Trzon
Wysokość 1,5–5 cm, grubość 0,2–0,9 cm, walcowaty lub spłaszczony, lekko cieńszy u podstawy, czasami nieco ekscentryczny, chrzęstny lub skórzasty, początkowo pełny, potem pusty w środku. Powierzchnia biaława lub płowożółta do rdzawokremowej, pod kapeluszem oprószona. Z podstawy wychodzą liczne ryzomorfy.
Miąższ
Cienki, elastyczny, wodnisty, w kapeluszu białawożółtawy do ochrowego, w dolnej części trzonu bladoochrowy. Zapach słaby, ziemisty lub jabłkowy, smak słaby, od łagodnego do bursztynowego.
Wysyp zarodników
Biały.
Cechy mikroskopowe
Zarodniki elipsoidalne, gładkie, nieamyloidalne, 4–5(6,5) x 2–4 µm. Cystyd brak. Strzępki w skórce zbite, równoległe, rozgałęzione z wystającymi końcami i sprzążkami.

## Występowanie i siedlisko
Rhizocybe pruinosa występuje w Ameryce Północnej, Europie i Australii. W Polsce W. Wojewoda w 2003 r. przytoczył 10 stanowisk z uwagą, że jest to gatunek rzadki. Aktualne stanowiska podaje także internetowy atlas grzybów. Znajduje się na Czerwonej liście roślin i grzybów Polski. Ma status R– gatunek rzadki, który zapewne w najbliższej przyszłości przesunie się do kategorii zagrożonych wymarciem, jeśli nadal będą działać czynniki zagrożenia.
Grzyb naziemny. Występuje w lasach iglastych. Owocniki tworzy głównie od marca do maja.
Grzyb jadalny.